# 維拉科柳山 (拉巴斯)
17°17′43″S 69°23′56″W / 17.29528°S 69.39889°W
維拉科柳山（Wila Qullu），是玻利維亞的山峰，位於該國西部拉巴斯省的何塞馬努埃爾潘多省，處於阿帕切塔山以北和拉拉姆卡瓦山東南面，屬於安第斯山脈的一部分，海拔高度4,932米。